# Crespillos de borraja
El crespillo de borraja es un postre típico de las zonas del Somontano y La Ribagorza en la provincia de Huesca.

## Historia
Los crespillos pueden elaborarse como se hacían antes en el mundo rural, donde los obtenían de las pencas de las borrajas o de las acelgas (de las partes que desechaban), y reservaban aparte los cogollos. Era el método utilizado por las mujeres aragonesas para aprovechar todo, reservando lo mejor de la verdura para la comida y sirviendo de postre lo que normalmente se tiraba. Actualmente se realizan con la hoja de la borraja, utilizándose el tallo para hacer diferentes platos.
En la «fiesta del crespillo» de Barbastro, por la Encarnación (el domingo más cercano al 25 de marzo), se celebra el rito de la «preñez de las oliveras» y, para ello, se prepara este postre partiendo de espinacas y añadiendo florituras a los elementales llamados «de carnaval», que se consumen en Huesca el domingo anterior a las Carnestolendas.